# Ignacio Lores
Ignacio Lores, vollständiger Name Ignacio Lores Varela, (* 26. April 1991 in Montevideo) ist ein uruguayischer Fußballspieler.

## Karriere

### Verein
Der 1,82 Meter große Mittelfeldakteur Lores stand mindestens von der Apertura 2010 bis in die Clausura 2011 im Kader des uruguayischen Erstligisten Defensor Sporting. Dort kam er in der Clausura 2010 fünfmal (kein Tor) in der Primera División zum Einsatz. Weitere vier Ligaspiele (kein Tor) werden für ihn in der Clausura 2011 geführt. Andere Quellen weisen für ihn jeweils fünf torlose Einsätze in der Saison 2009/10 und 2010/11 aus. Überdies bestritt er zwei Begegnungen in der Liguilla Pre Libertadores 2009. Sodann wechselte er nach Europa und schloss sich im Juli 2011 US Palermo an. Lores unterschrieb einen Fünf-Jahres-Vertrag. Für den süditalienischen Verein bestritt er in der Spielzeit 2011/12 sechs Partien (kein Tor) in der Serie A und ein Spiel in der Coppa Italia. Anschließend führte ihn sein Weg nach Bulgarien. In der Saison 2012/13 absolvierte er dort acht Spiele (kein Tor) für den FC Botew Wraza und 13 Begegnungen (ein Tor) für ZSKA Sofia. Beide Stationen in Bulgarien fanden auf der Grundlage eines Leihgeschäfts der Vereine mit US Palermo statt. Seit der Spielzeit 2013/14 stand er wieder in Reihen Palermos, wo er noch einen Vertrag bis Mitte 2016 besitzt. Dort werden für ihn sechs weitere Einsätze, dieses Mal allerdings in der Serie B, geführt. Auch bestritt er zwei Begegnungen der Coppa Italia. Ende Januar 2014 wurde er im Rahmen eines Leihgeschäfts an den AS Bari weitergereicht. Dort lief er in acht Ligaspielen auf (kein Tor). Nach Saisonabschluss kehrte er nach Palermo zurück. Anschließend wechselte er im September 2014 auf Leihbasis zum Serie-B-Klub Vicenza Calcio. Dort lief er 15-mal (ein Tor) in der Liga auf. Anfang Februar 2015 wurde er nach Beendigung der Leihe erneut ausgeliehen. Aufnehmender Verein war dieses Mal Zweitligist AS Varese. Bis zum Abschluss der Saison 2014/15 absolvierte er dort fünf Ligaspiele (kein Tor). Ende August 2015 wechselte er zum AC Pisa. In der Spielzeit 2015/16 lief er 33-mal in der Serie C1 auf und schoss elf Tore. Für die Folgesaison stehen 25 Einsätze (ein Tor) in der Serie B und zwei im Pokal (kein Tor) für ihn zu Buche.

### Nationalmannschaft
Lores nahm mit der uruguayischen U-20-Auswahl an der U-20-Weltmeisterschaft 2011 teil. Im Verlaufe des Turniers wurde er dreimal eingesetzt. Ein Tor erzielte er nicht.